# Budynek dawnych koszar Sandomierskiej Straży Granicznej
Budynek dawnych koszar Sandomierskiej Straży Granicznej – budynek dawnych koszar znajdujący się w Sandomierzu na ulicy Zawichojskiej 13.

## Historia
Budynek został zbudowany w 1897 roku; przez pewien czas był miejscem stacjonowania 16. Sandomierskiej Brygady Straży Granicznej. Koszary zostały opuszczone przez wojska rosyjskie w 1914 roku; stały się wówczas własnością Mosze Milsztajna (koszary zostały wtedy przekształcone na młyn parowy). Po II wojnie światowej właścicielem budynku została spółdzielnia Samopomoc Chłopska (przez pewien czas w budynku mieściły się magazyny i biura). W latach 50. XX wieku pierwszy raz zaproponowano wyburzenie budynku, potem temat wyburzenia budynku powracał wielokrotnie. W grudniu 2020 roku budynek wpisano do rejestru zabytków.